# Serbofilia

Bandeira da Sérvia

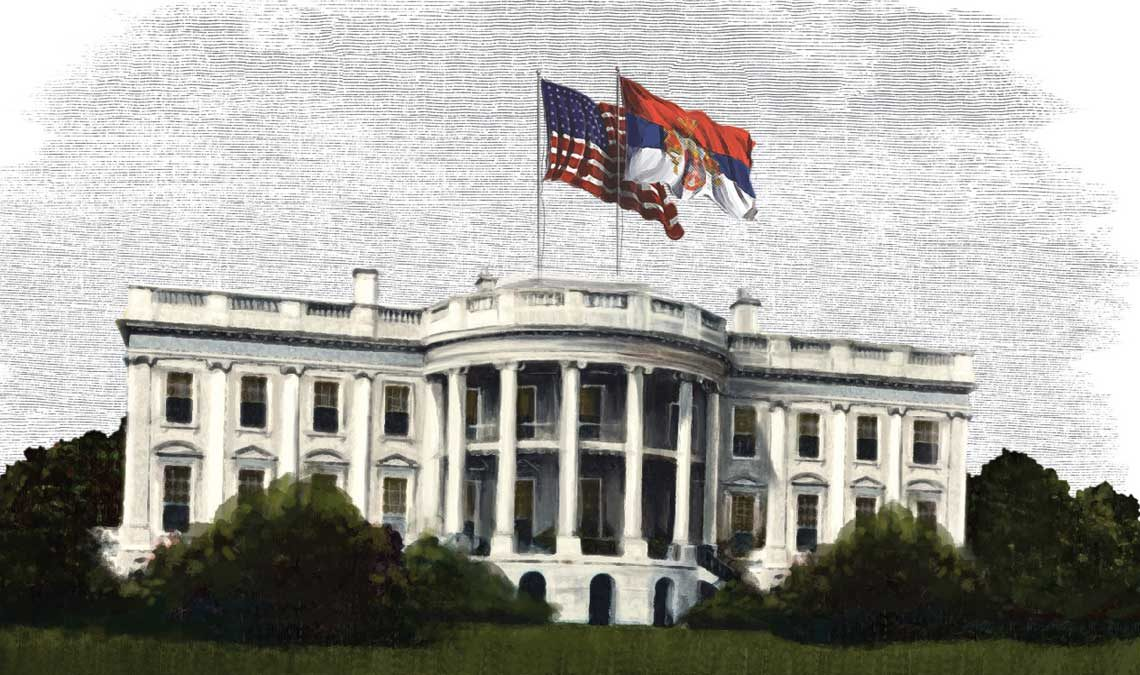
Descrição artística de um evento de julho de 1918 no qual uma bandeira sérvia foi hasteada sobre a Casa Branca ao lado da dos Estados Unidos em uma demonstração de solidariedade durante a guerra; as únicas bandeiras não americanas que já foram hasteadas na Casa Branca são as da Sérvia e da França.

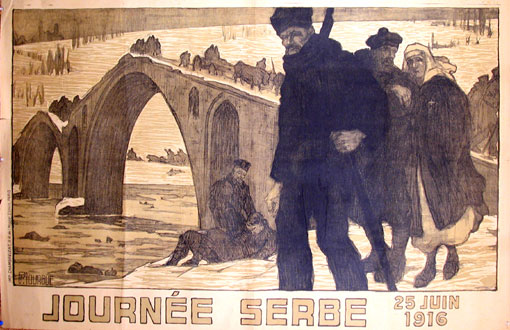
Pôster francês da Primeira Guerra Mundial

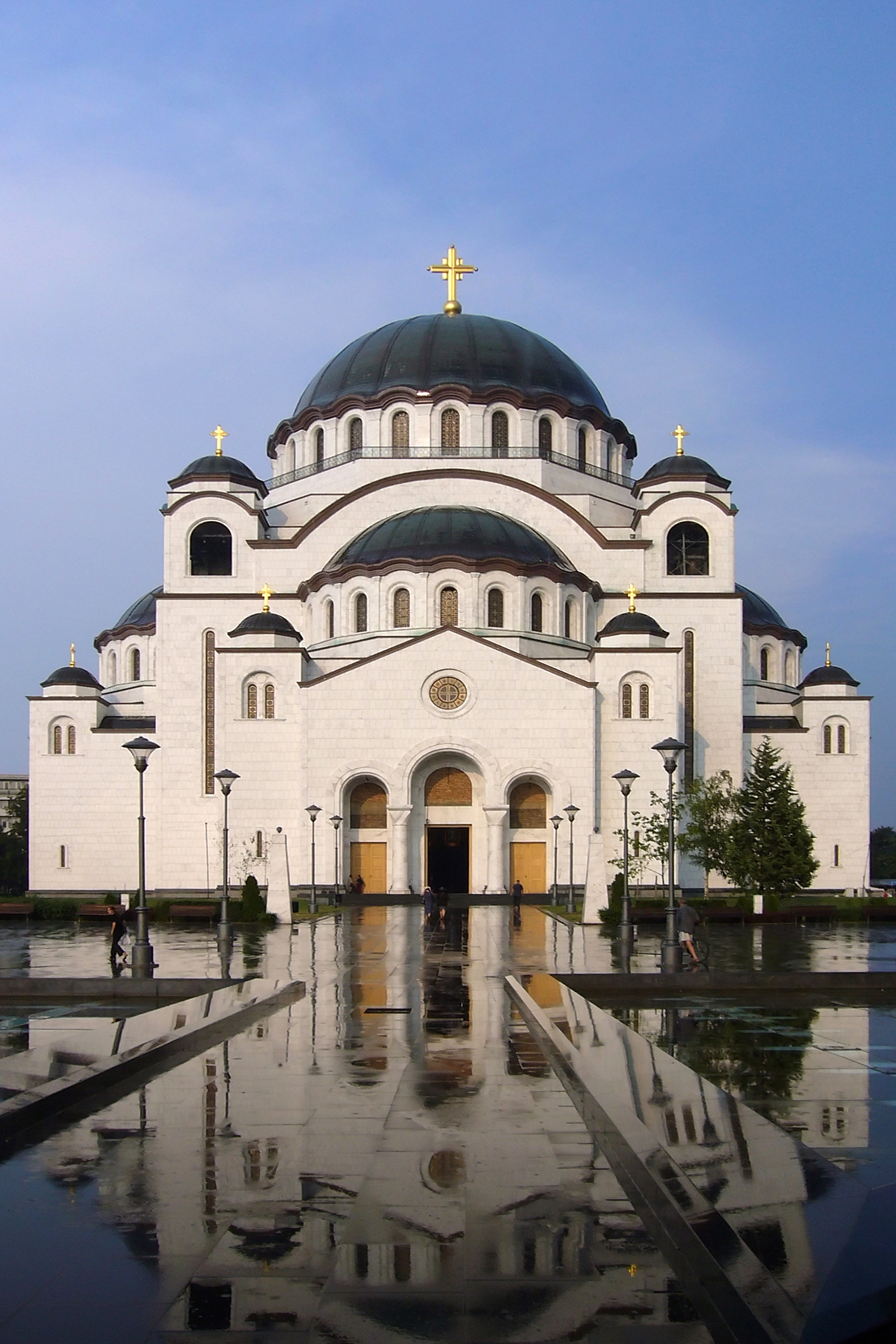
Templo de São Sava

Serbofilia (em sérvio:  Србофилија, transl. Srbofilija) é uma característica de pessoa não-sérvia que expressa grande interesse, forte predisposição positiva ou apreço pela língua sérvia, cultura sérvia, literatura sérvia, história sérvia, nacionalismo sérvio, governo sérvio (monarquia da Sérvia / Império sérvio), culinária sérvia, igreja sérvia, povo sérvio, Sérvia e Republica Sérvia, dentre outros.

## História

### Século XIX
Autores alemães do Sacro Imperador Romano Germânico demonstram apreço e ligação ocidental com a cultura sérvia, sendo o Johann Wolfgang von Goethe e Jacob Grimm exemplos.
Victor Hugo escreve o discurso Pour la Serbie, solicitando despertar da consciencia nacional dos franceses em relação ao genocidio histórico islamico otomano contra os sérvios por serem cristãos ortodoxos.

### Século XX

#### Primeira Guerra Mundial
Durante a Primeira Guerra Mundial, a Serbophilia esteve presente nos países ocidentais.

#### Queda da Iugoslávia
A cientista política Sabrina P. Ramet escreve que a Serbofilia na França durante os anos 1990 era "tradicional", em parte como uma resposta à proximidade entre a Alemanha e a Croácia. Os laços comerciais continuaram durante a guerra e fomentaram o desejo de normalização econômica.

## Serbófilos
- Johann Wolfgang von Goethe — Escritor, poeta, cientista, artista, político e acadêmico alemão.[8][9]
- Jacob Grimm — Filólogo, jurista e mitólogo alemão. Aprendeu sérvio em ordem para ler poesia épica sérvia.[10][11]
- Archibald Reiss — Escritor suíço-alemão, químico, cientista forense, docente da Universidade de Lausanne.[12][13]
- Alphonse de Lamartine — Autor, poeta e estadista francês.[14][15]
- Victor Hugo — Poeta, romancista e dramaturgo francês do movimento romântico.[16] Hugo escreveu o discurso Pour la Serbie.[17]
- Helena de Anjou — Mulher nobre francesa que se tornou rainha consorte do Reino da Sérvia.[18][19]
- Mircea I and Vlad III Dracula — Voivode da Valáquia.[20]
- Vários compositores notáveis usaram motivos da música folclórica sérvia e compuseram obras inspiradas na história ou cultura sérvia, como:
  -  Johannes Brahms — Compositor, pianista e maestro alemão do período romântico.[21][22]
  -  Franz Liszt — Compositor húngaro, pianista virtuoso, maestro, professor de música, arranjador e organista da era romântica.[23]
  -  Arthur Rubinstein — Pianista clássico polonês-americano.[23]
  -  Antonín Dvořák — Compositor tcheco, um dos primeiros a alcançar reconhecimento mundial.[23][24]
  -  Pyotr Ilyich Tchaikovsky — Compositor russo do período romântico (ver Marcha serbo-russa).[23]
  -  Nikolai Rimsky-Korsakov — Compositor russo.[23]
  -  Franz Schubert — Compositor austríaco do final da era clássica e do início do romântico.[23]
  -  Hans Huber — Compositor suíço. Entre 1894 e 1918, ele compôs cinco óperas.[23]
  -  Johann Strauss II — Compositor austríaco de música suave, em particular dance music e operetas.[25]
  -  Wolfgang Amadeus Mozart — Compositor austríaco do período clássico.[26]

- Rebecca West (1892–1983) — Escritora de viagens britânico. Descrito pela mídia americana como tendo uma postura pró-sérvia.[27]
- Flora Sandes — Voluntária irlandesa britânica na Primeira Guerra Mundial.[28][29]
- Ruth Mitchell — Voluntário americano nos Chetniks, na Segunda Guerra Mundial. Irmã de Billy Mitchell.[30][31]
- Peter Handke — Romancista e dramaturgo austríaco, vencedor do Prêmio Nobel. Apoiou a sérvia nas guerras iugoslavas.[32]
- Eduard Limonov — Escritor e poeta russo.[33]
- Ángel Pulido — Médico, publicitário e político espanhol, que se destacou como filósofo de destaque durante a Restauração[34]
- Essad Pasha Toptani — Político albanês otomano.[35]
- J. R. R. Tolkien — Escritor, poeta, filólogo e acadêmico inglês[36]
- Anna Dandolo — Nobre veneziana que se tornou Rainha da Sérvia.[37]
- Józef Bartłomiej Zimorowic — Poeta e historiador polonês do período barroco.[38]
- Adam Jerzy Czartoryski — Fidalgo, estadista, diplomata e escritor polonês.[39]
- Adam Mickiewicz — Poeta, dramaturgo, ensaísta, publicitário, tradutor e ativista político polonês.[40]
- Pavel Jozef Šafárik — Filólogo, poeta, historiador literário, historiador e etnógrafo eslovaco no Reino da Hungria. Um dos primeiros eslavistas científicos[41]
- Ján Kollár — Escritor eslovaco (principalmente poeta), arqueólogo, cientista, político e principal ideólogo do pan-eslavismo.[41]
- Ľudovít Štúr — Político e escritor revolucionário eslovaco.[41]
- Henry Bax-Ironside — Diplomata britânico.[42]
- Patrick Besson — Escritor e jornalista francês.[43]
- Marinos Ritsoudis — Militar grego.[44]
- Eleftherios Venizelos — Estadista grego e um líder proeminente do movimento de libertação nacional grego.[45]
- Gabriele D'Annunzio — Poeta e dramaturgo italiano, símbolo do decadentismo e herói de guerra.[46]
- Dimitrios Karatasos — Armatolos grego que participou na Guerra da Independência da Grécia e de várias outras rebeliões, buscando libertar sua Macedônia grega nativa.[47]
- Jennifer Aniston —  Atriz americana.[48]
- Casper Van Dien — Ator americano.[48]
- Christian Bale — Ator americano.[48]
- Robert De Niro —  Ator americano.[48][49][50]
- Tom Hanks — Ator e cineasta americano.[51]
- Johnny Depp —  Ator americano.[52][48][53][54][55]
- Jeremy Irons —  Ator Britânico.[48]
- James Woods —  Ator americano.[48]
- Diego Maradona — Jogador e treinador profissional de futebol argentino.[56]
- Herbert Vivian — Jornalista britânico e autor de Serbia: The Poor Man's Paradise e The Serbian Tragedy: With Some Impressions of Macedonia.[57]
- Alexander Kolchak — Almirante imperial russo, líder militar e explorador polar que serviu na Marinha Imperial Russa e lutou na Guerra Russo-Japonesa de 1904-1905 e na Primeira Guerra Mundial.[58]
- S. Avdo Karabegović — Poeta bósnio ativo entre 1895 e 1908. [59][60]
- Osman Đikić — Poeta e dramaturgo bósnio. Ele é o autor de várias canções sevdalinka, incluindo: Đaurko mila, Ašik ostah na te oči e Đela Fato đela zlato. [59][60]
- August von Mackensen — Marechal de campo alemão.[61]
- Malvina Hoffman — Escultora americana e defensora da causa sérvia na Primeira Guerra Mundial.[62][63][64][62]
- Charles Cather — Jornalista, escritor e escritor de viagens americano.[65][66]
- Mabel Gordon Dunlop —  Arqueóloga americana, filantropa e enfermeira voluntário da Cruz Vermelha na Sérvia, durante as duas guerras dos Bálcãs e a Primeira Guerra Mundial [67][67][68]
- Yu Hua — Autor chinês[69]
- Naguib Mahfouz — Egípcio vencedor do Prêmio Nobel.[70]
- Max Cavalera —  Músico Brasileiro, vocalista e violonista de bandas Sepultura, Nailbomb, Soulfly e Cavalera Conspiracy.[71]

## Galeria

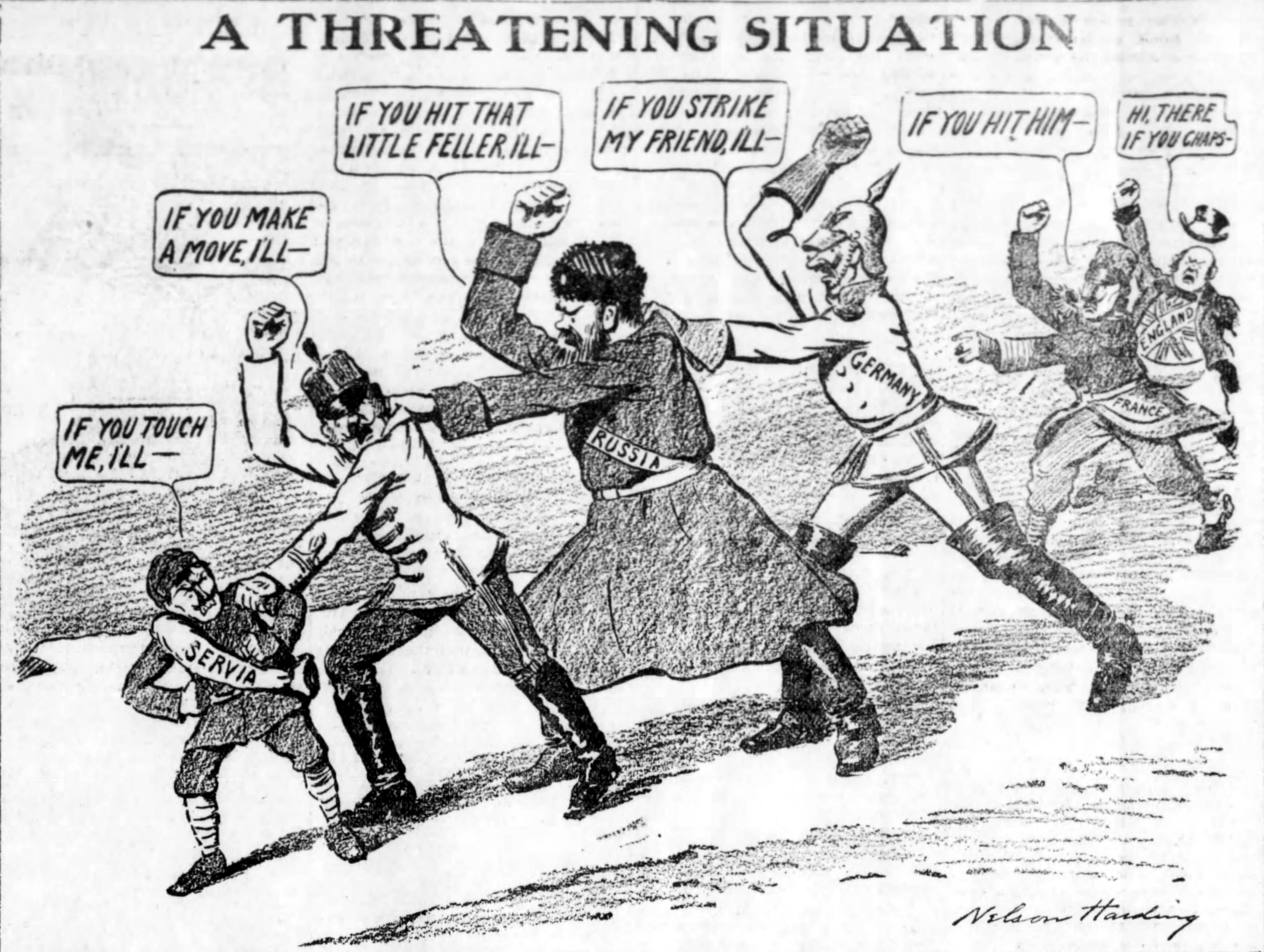
"A Threatening Situation", uma história em quadrinhos publicada no jornal americano The Brooklyn Eagle em julho de 1914
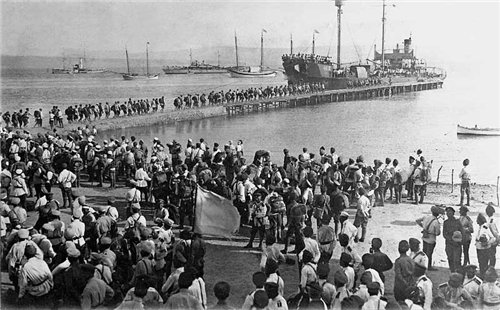
Partida para a Sérvia
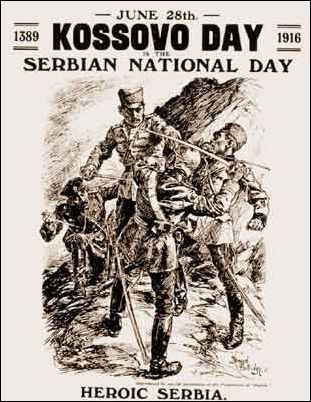
Cartaz da Primeira Guerra Mundial - Dia do Kosovo, 28 de junho de 1916, publicado em solidariedade aos aliados sérvios
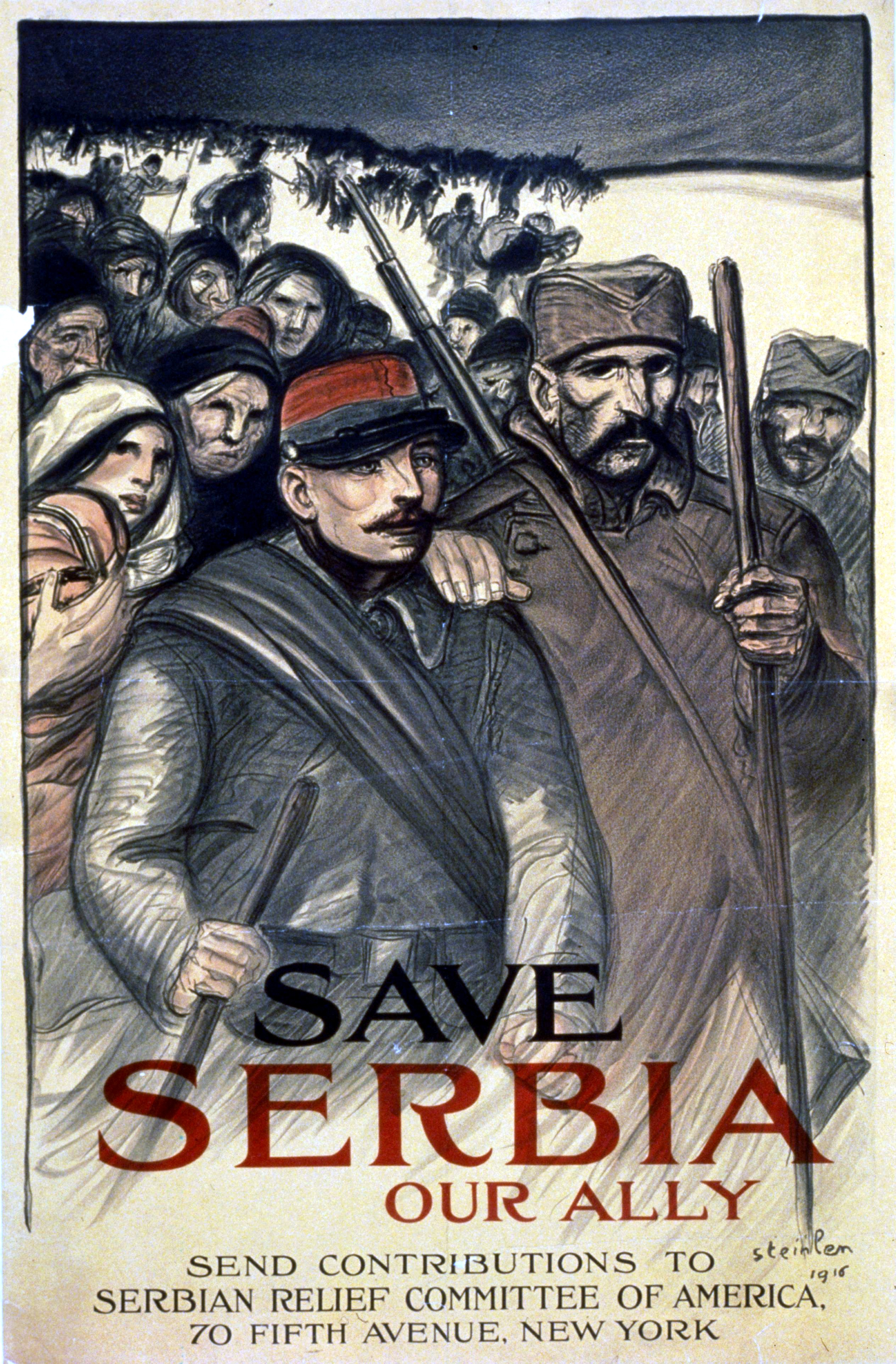
Cartaz da Primeira Guerra Mundial - Salve a Sérvia (1915)
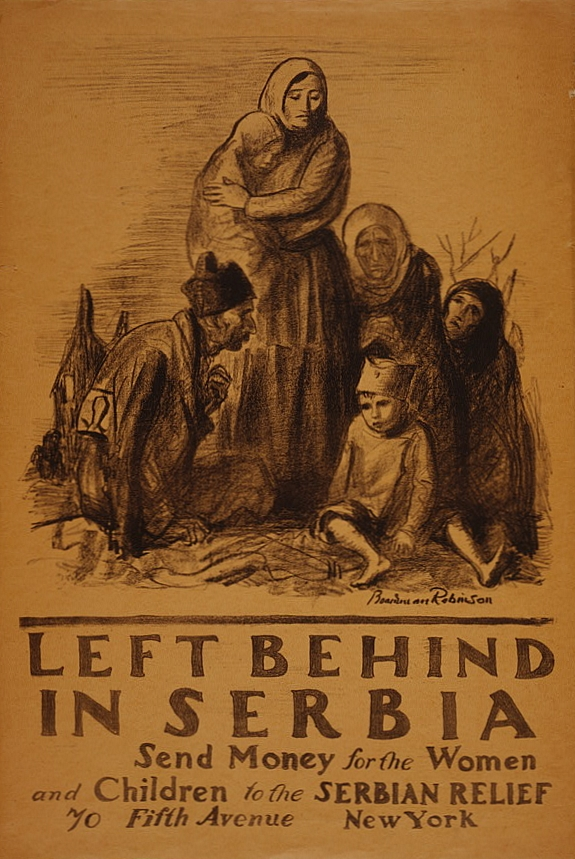
Cartaz americano do Serbian Relief Fund, organizado por Mabel Grouitch, pedindo doações para ajudar a Sérvia à beira da fome.